# Suanite
La suanite è un minerale.